# Santuário da Divina Misericórdia

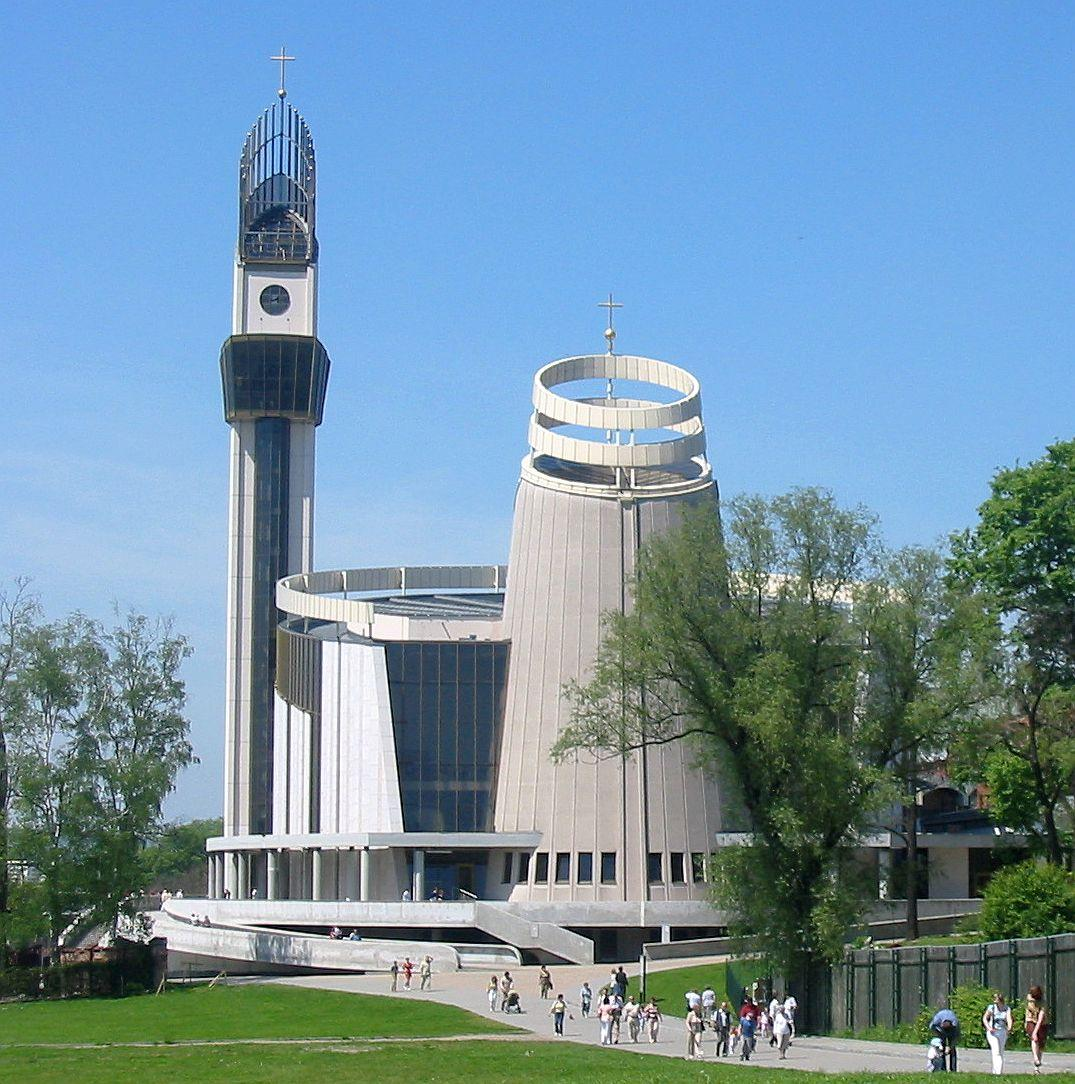
Santuário da Divina Misericórdia (Cracóvia, Polónia)

O Santuário da Divina Misericórdia localiza-se em Cracóvia, na Polónia. O santuário consiste em uma basílica situada junto ao convento da Congregação das Irmãs de Nossa Senhora da Misericórdia fundado pelo príncipe Aleksander Lubomirski em 1891.
Entre 1999 e 2002 foi construído um novo templo, consagrado no dia 17 de agosto de 2002 pelo Papa João Paulo II, que abriga o túmulo de Santa Faustina desde 1966. Também há no local uma torre independente, uma capela de adoração ao Santíssimo Sacramento, um anfiteatro, uma Casa Pastoral com hotel e restaurante, uma zona de comércio, estradas de acesso e estacionamento. Entre outras obras em andamento estão sendo construídos uma via sacra e de um órgão.

## Arquitetura e interior da basílica

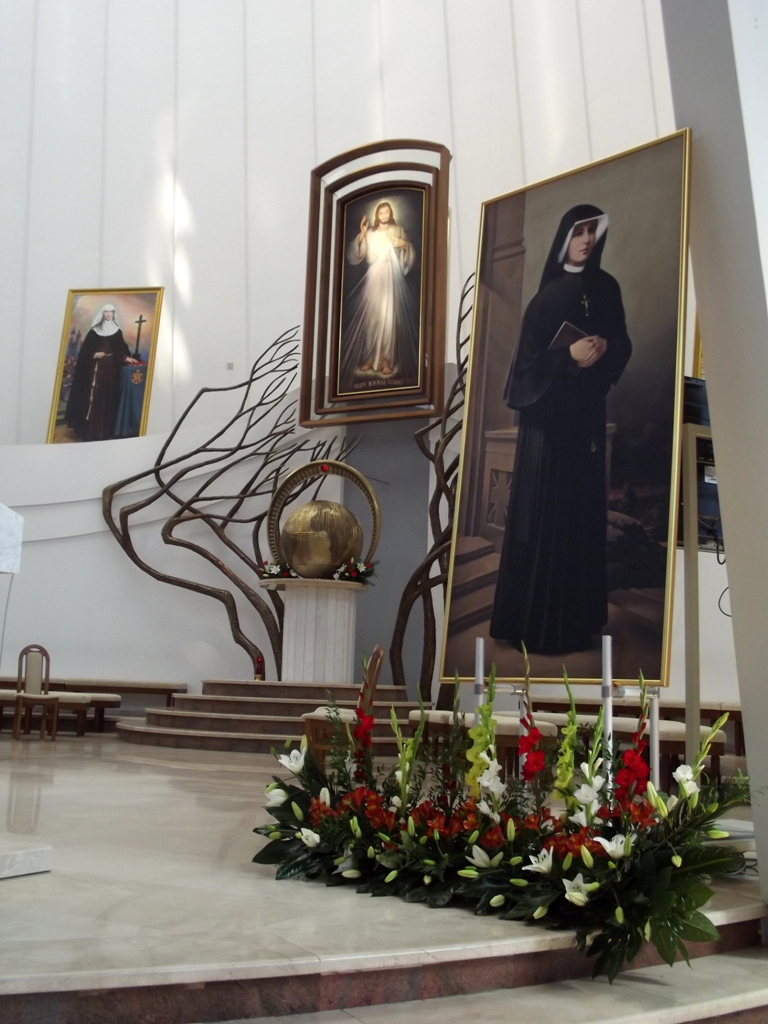
Pintura com retrato de Santa Faustina no altar principal do Santuário da Divina Misericórdia em Cracóvia, na Polónia.

O novo templo foi construído num formato elipsoide, projetado para lembrar o forma de um navio. Uma torre de 77 metros de altura assemelha-se ao mastro de um navio e oferece uma vista privilegiada da região. 
A basílica tem capacidade para cerca de 5000 pessoas e cerca de 1800 podem ser recebidas na capela principal. O altar da basílica abriga a imagem da Divina Misericórdia pintada por Adolf Hyla em 1944 e é o pricipal ponto de peregrinação do local. Cerca de 2 milhões de peregrinos provenientes de diversas partes do mundo visitaram a basílica em 2011.
Na parte inferior da basílica há uma capela dedicada a Santa Faustina, na parte superior há a Capela da Perpétua Adoração do Santíssimo Sacramento em estilo pós moderno. Em 24 de junho de 2007, por ocasião do sexagésimo aniversário da Operação Vístula, foi inaugurada na basílica uma capela católica grega, um presente à Igreja Católica Grega simbolizando uma reconciliação.

## Visitas papais
Em 17 de junho de 1997, o Papa João Paulo II visitou a igreja para rezar sobre o túmulo de Santa Faustina, um evento comemorado com um relevo na entrada da capela.
Em maio de 2006, o Papa Bento XVI visitou a capela, o que foi comemorado com um segundo relevo. Durante esta peregrinação, o Papa Bento XVI inaugurou uma estátua do Papa João Paulo II na torre da basílica.
Em julho de 2016, o Papa Francisco visitou o Santuário e o túmulo de Santa Faustina durante sua visita à Cracóvia por ocasião da Jornada Mundial da Juventude.

## Localização
O santuário localiza-se a 5,8 km do centro histórico de Cracóvia, na rua Siostry Faustyny 3, 30-420, no distrito de Łagiewniki.